# Pohořalka
Pohořalka je malá vesnice a část obce Liboměřice v okrese Chrudim. Nachází se asi 1,5 kilometru severně od Liboměřic. Vesnicí protéká Okrouhlický potok, který je levostranným přítokem řeky Chrudimky. Pohořalka leží v katastrálním území Liboměřice o výměře 3,35 km².

## Historie
První písemná zmínka o vesnici pochází z roku 1739.